# 蒙唐日
蒙唐日（法語：Montanges，法語發音：[mɔ̃tɑ̃ʒ]）是法国安省的一个市镇，位于该省东北部，属于楠蒂阿区。

## 地理
蒙唐日（46°9'51"N, 5°48'5"E）面积13.7 平方千米，位于法国奥弗涅-罗讷-阿尔卑斯大区安省，该省份为法国东部省份，北起汝拉省，西北接索恩-卢瓦尔省，西接罗讷省和里昂大都会，南至伊泽尔省，东与萨瓦省、上萨瓦省和瑞士接壤。
与蒙唐日接壤的市镇（或旧市镇、城区）包括：尚弗罗米耶、谢泽里－福朗、孔福尔、圣日耳曼德茹、瓦尔瑟罗讷。

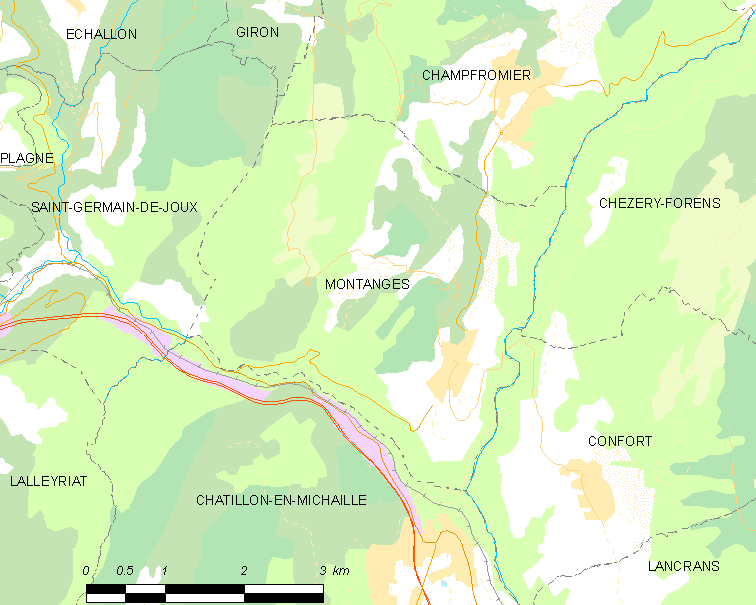
蒙唐日的OSM定位图

蒙唐日的时区为UTC+01:00、UTC+02:00（夏令时）。

## 行政
蒙唐日的邮政编码为01200，INSEE市镇编码为01257。

## 政治
蒙唐日所属的省级选区为瓦尔瑟罗讷县。

## 人口

1962-2008年间蒙唐日人口变化图示

蒙唐日于2022年1月1日时的人口数量为348人。